# Вольф, Эрнст (композитор)
Эрнст Вильгельм Вольф (нем. Ernst Wilhelm Wolf; 25 февраля 1735, Беринген (Тюрингия) — 1  декабря 1792, Веймар) — немецкий композитор, пианист, музыкальный педагог, музыкант, теоретик музыки, концертмейстер.

## Биография
С 1755 года обучался музыке в университете Йены, где был хормейстером, принимал активное участие в работе общества «Коллегиум музикум», в котором ему была предоставлена возможность исполнять свои собственные композиции.
После пребывания в Лейпциге и Наумбурге переехал в Веймар, где был нанят преподавателем игры на фортепиано к герцогине Саксен-Веймар-Эйзенахской Анне Амалии Брауншвейгской. В 1761 году он был назначен концертмейстером и органистом в придворной часовне. Служил первым скрипачом в герцогской капелле в Веймаре. С 1772 года получил место руководителя придворной капеллы.
В 1770 году он женился на дочери богемского скрипача Фр. Бенда Марии Каролине, пианистке, певице и композиторе. Пара провела успешный концертный тур в Берлин, где Фридрих II предложил Вольфу должность при прусском дворе, освободившуюся после ухода Карла Филиппа Эммануила Баха, но Вольф, по-видимому, по настоянию своей жены, отказался от этого предложения.
После пережитого инсульта, здоровье Вольфа начало ухудшаться, и в конце 1792 года композитор умер.

## Творчество
Наиболее важная часть сохранившегося музыкального наследия Вольфа — инструментальная музыка. Он автор по меньшей мере 35 симфоний, из которых 26 сохранились до сегодняшнего дня, около 25 фортепианных концертов, более 60 клавирных сонат, а также многочисленных камерных произведений, в том числе, струнных квартетов, фортепианных квинтетов и др. Духовная музыка Вольфа отражает влияние Баха и Грауна.
Кроме того, ему принадлежат около 20 музыкальных комедий, так называемых «оперетт», светские и духовные кантаты, оратории, песни, теоретические сочинения о музыке (учебная программа «Музыкальные уроки» («Musicalischer Unterricht», Дрезден, 1788).
Стилистически его работы близки к композиторам мангеймской школы.